# Denys Petruchno
Denys Ołeksandrowycz Petruchno (ukr. Денис Олександрович Петрухно; ur. 18 września 1989 w Kijowie) – ukraiński hokeista, reprezentant Ukrainy.

## Kariera
- Capital District Selects (2004-2008)
- Springfield Jr. Blues (2008-2010)
- Laredo Bucks (2010)
- Knoxville Ice Bears (2010)
- Rome Frenzy (2010)
- Chi-Town Shooters (2010)
- Charkiwśki Akuły (2011-2012)
- Berkut Kijów (2012-2013)
- Biłyj Bars Biała Cerkiew (2013-2014)
- Arłan Kokczetaw (2014-2015)
- Mietałłurg Żłobin (2015)
- Donbas Donieck (2015-2017)
- Mietałłurg Nowokuźnieck (2017-2018)
- CSM Dunărea Galați (2019)
- Dnipro Chersoń (2019)
- HK Bobrujsk (2019)
- HK Mariupol (2020-2021)
- Sokił Kijów (2021-2022)

W wieku juniorskich rozwijał karierę w Stanach Zjednoczonych. W KHL Junior Draft w 2010 został wybrany przez HK Budiwelnyk Kijów (runda 5, numer 110). Tenże klub ostatecznie nie stworzył drużyny w lidze KHL. W 2011 powrócił na Ukrainę. Od listopada 2014 do stycznia 2015 zawodnik Arłanu Kokczetaw w lidze kazachskiej. Od stycznia 2015 zawodnik Mietałłurga Żłobin. Od sierpnia 2015 zawodnik Donbasu Donieck. Od listopada 2017 zawodnik Mietałłurga Nowokuźnieck. Po sezonie 2017/2018 odszedł z klubu. W sezonie 2018/2019 nie grał, a latem 2019 został graczem Dnipro Chersoń. Od września do listopada 2019 był zawodnikiem białoruskiego HK Bobrujsk. W 2020 został zawodnikiem HK Mariupol. W grudniu 2021 został zawodnikiem macierzystego Sokiłu Kijów.
Grał w kadrach juniorskich Ukrainy. Uczestniczył w turniejach mistrzostw świata juniorów do lat 18 w 2006, 2007 oraz mistrzostw świata juniorów do lat 20 w 2009 (wszystkie Dywizja I). Następnie rozpoczął występy w reprezentacji seniorskiej. Uczestniczył w turniejach mistrzostw świata w 2010, 2012, 2013, 2014, 2016, 2018, 2019 (Dywizja I).

## Sukcesy
Reprezentacyjne
- Awans do MŚ Dywizji I Grupy A: 2013, 2016

Klubowe
- Srebrny medal mistrzostw Ukrainy: 2014 z Biłyjem Barsem Biała Cerkiew
- Złoty medal mistrzostw Ukrainy: 2016, 2017 z Donbasem Donieck
- Brązowy medal mistrzostw Rumunii: 2019 z CSM Dunărea Galați

Indywidualne
- Mistrzostwa świata do lat 18 w hokeju na lodzie mężczyzn 2007#I Dywizja Grupa B:
  - Czwarte miejsce w klasyfikacji asystentów turnieju: 5 asyst[11]
- Mistrzostwa Świata w Hokeju na Lodzie 2014/I Dywizja#Grupa A:
  - Pierwsze miejsce w klasyfikacji asystentów wśród obrońców turnieju: 3 asysty[12]
  - Drugie miejsce w klasyfikacji kanadyjskiej wśród obrońców turnieju: 5 punktów
- Mistrzostwa Ukrainy w hokeju na lodzie (2015/2016):
  - Piąte miejsce w klasyfikacji asystentów w fazie play-off: 5 asyst[13]
  - Piąte miejsce w klasyfikacji kanadyjskiej w fazie play-off: 5 punktów[14]
  - Najlepszy obrońca sezonu[15]
- Mistrzostwa Świata w Hokeju na Lodzie 2016/I Dywizja#Grupa B:
  - Czwarte miejsce w klasyfikacji +/− turnieju: +6[16]